# 1693 Херцшпрунг
1693 Херцшпрунг (енгл. 1693 Hertzsprung) је астероид главног астероидног појаса. Приближан пречник астероида је 38,67 ,
а средња удаљеност астероида од Сунца износи 2,800 астрономских јединица (АЈ).
Инклинација (нагиб) орбите у односу на раван еклиптике је 11,925 степени, а орбитални период износи 1711,789 дана (4,686 године). Ексцентрицитет орбите астероида износи 0,269.
Апсолутна магнитуда астероида износи 10,97 а геометријски албедо 0,048.
Астероид је откривен 5. маја 1935. године.